# 東芝ビデオプロダクツジャパン
東芝ビデオプロダクツジャパン株式会社（とうしば -、Toshiba Video Products Japan Co., Ltd.）は、かつて存在した東芝グループの企業。

## 概要
1995年に東芝のVTR事業の本部機能をシンガポールに設立した子会社、東芝ビデオプロダクツ（Toshiba Video Products Pte., Ltd.）に移したのに伴い、日本国内での事業を行う同社の完全子会社として翌年の1996年に設立された。東芝からみれば孫会社に当たる。本社は東芝ビルディング内にあった。
「ARENA」ブランドのVTRの移管を受けたほか、ICレコーダー「ボイスバー」も発売していた。
しかし、東芝本社がDVDレコーダーの開発を進めており、アナログVTRの衰退は避けられないと判断したため、設立からわずか5年後の2001年に事業を東芝本社の映像ネットワーク事業部門に移して解散。親会社の東芝ビデオプロダクツも2003年に清算されている。
ボイスバーは2010年7月現在、東芝エルイートレーディングに移管されている。